# Киргизская степная газета
«Киргизская степная газета» («Дала уәлаятының газеті») — особое прибавление к Акмолинским (1888—1905), Семипалатинским (1894—1905) и Семиреченским (1894—1901) областным ведомостям; издавалась в Омске на русском языке с прибавлениями на казахском языке. 
C 1894 по 1902 газета выходила под названием «Особое прибавление к Акмолинским областным ведомостям», с 1902 по 1905 гг. называлась «Сельскохозяйственный листок». Печаталась в типографии «Акмолинских областных ведомостей» (до 1904 года прибавления на казахском языке издавались на основе арабского письма). Известными редакторами были Динмухамед Султангазин и Ишмухаммед Абылайханов.

## Описание
В официальной части газеты публиковались указы, постановления и другие документы царской администрации и местных властей, касающиеся управления краем. Газета также уделяла внимание трудам русских учёных и писателей по истории, этнографии и культуре местных народов. Печатались образцы казахского устного народного творчества: «Камбар-батыр», «Козы Корпеш — Баян сулу», «Бозжигит», «Енлик — Кебек», легенды и предания об Алдар-Косе, Жиренше-Шешене; переводные произведения: истории о Ходже Насреддине, сказки сборника «Тысяча и одна ночь», поэма «Лейли и Меджнун» и другие.
«Киргизская степная газета» — одна из первых пропагандировала среди местного населения прогрессивные взгляды первых казахских просветителей-демократов А. Кунанбаева, Ч. Ч. Валиханова, И. Алтынсарина. Публиковались статьи М. Ж. Копеева, Шакарима, А. Н. Букейханова, А. Курманбаева, С. Чорманова, М. Жанайдарова, К. Жапанова, Ж. Айманова. Печатались также как оригинальные басни местных авторов, так и переводные произведения Ивана Андреевича Крылова; Асылхожы Курманбаев и Ибрай Алтынсарин перевели на казахский язык его басни «Стрекоза и Муравей», «Пустынник и Медведь», «Ворона и Лисица». В специальной рубрике «Смесь» помещались различные сатирические и критические материалы, к примеру в рассказах «Расчётливый волостной» и «Обжора волостной» высмеивалось тщеславие и самодурство баев и управленцев.
Несмотря на небольшой тираж, газета распространялась почти по всей территории современного Казахстана. В Центральной научной библиотеке Казахстана, в отделе редких книг хранятся фотокопии газеты.

## Издание текстов
В 1989—1996 издан сборник материалов «Киргизской степной газеты» в пяти книгах, составленный У. Субханбердиной на основе фотокопий.